# Boston Garden

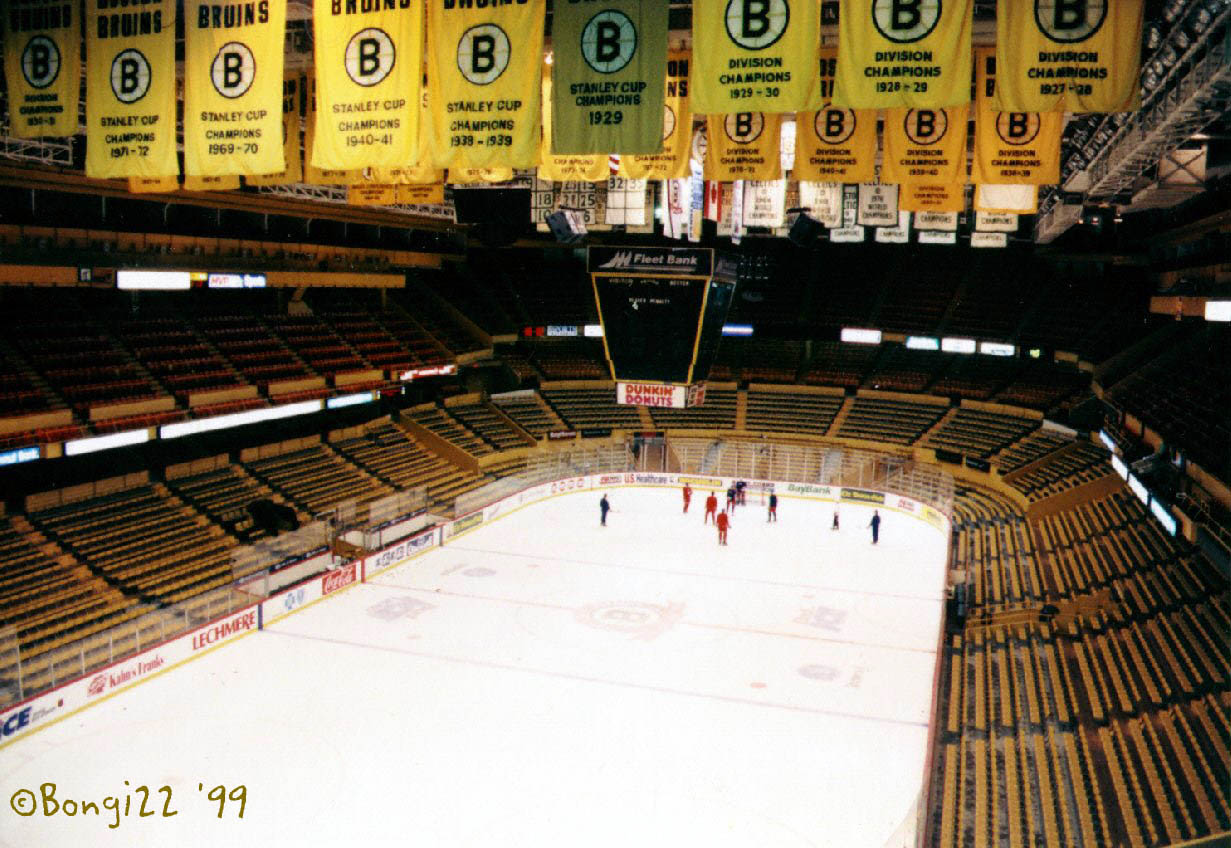
Interior do estádio em 1995.

O Boston Garden foi um estádio de hóquei no gelo e basquetebol que abriu em 17 de novembro de 1928 em Boston, Massachusetts, nos Estados Unidos. Projetado pelo promotor de boxe Tex Rickard, que também construiu a terceira encarnação do Madison Square Garden, Nova Iorque, a arena foi originalmente chamada de "Boston Madison Square Garden", mas acabou por ter seu nome reduzido para apenas Boston Garden, embora este acabasse por durar trinta anos a mais que o seu xará original. Seu proprietário, até 1965, foi a Boston and Maine Corporation.
Localizado no alto de North Station, uma estação de trem, que é um hub para trens de MBTA e Amtrak, o Garden foi a casa do time de hóquei no gelo Boston Bruins, da NHL, entre 1928 a 1995 e do time de basquetebol Boston Celtics, da NBA, entre 1946 a 1995, além de também ter abrigado concertos de rock, circos, shows no gelo e partidas de esporte amador. Foi usado também para comícios políticos, como o discurso de John F. Kennedy em novembro de 1960. O Boston Garden foi demolido em 1998, poucos anos após seu sucessor, o FleetCenter, hoje conhecido como TD Garden, ser inaugurado. 